# Крекінг-установки у Тафт
Крекінг-установки у Тафт — виробництво нафтохімічної промисловості в Луїзіані, яке наразі належить хімічному концерну Dow Chemicals.
З 1967-го та 1978-го в Тафт (на правому березі Міссісіпі за два десятки кілометрів на захід від околиць Нового Орлеану) з метою виробництва олефінів (передусім — етилену) працювали дві установки парового крекінгу (піролізу) вуглеводневої сировини компанії Union Carbide, яку в 1999-му придбав хімічний гігант Dow Chemicals. Вони пройшли щонайменше через два етапи модернізації — в 1990-му потужність комплексу збільшили на 226 тисяч тонн етилену на рік, до 680 тисяч тонн, а станом на середину 2000-х загальна потужність комплексу досягла 1 млн тонн (в тому числі установка Taft 1 — 590 тисяч тонн, Taft 2 — 410 тисяч тонн).
В 2009-му, на тлі світової економічної кризи, Taft 2 зупинили, проте вже у грудні 2012-го її знову ввели в експлуатацію. Цьому сприяла, зокрема, поява в регіоні Мексиканської затоки все більш дешевого сировинного ресурсу, що стало наслідком «сланцевої революції».
Комплекс у Тафт традиційно працює на змішаній сировині — 20 % етану, 40 % пропану та 40 % газового бензину (naphta).
Можливо відзначити, що за два десятки кілометрів від Тафт діє завод з фракціонування зріджених вуглеводневих газів Парадіс, який зокрема постачає на промплощадку Union Carbide етан-пропанову суміш. Іншим джерелом сировини є фракціонатор в Норко, прямо на протилежному березі Міссісіппі від Тафт. Крім того, майданчик сполучений із трубопровідною системою Dow Gulf Coast Pipeline, котра надає доступ до техаської інфраструктури по роботі із ЗВГ.